# Peter Artedi
Peter Artedi (Anundsjö, Suécia, 22 de fevereiro de 1705 — Amsterdã, Países Baixos, 27 de setembro de 1735) foi um naturalista sueco, conhecido como o "pai da ictiologia".
Artedi nasceu na província de Angermânia. Em 1724, pretendendo tornar - se um clérigo, ele foi estudar teologia na Universidade de Upsália, entretanto voltou sua atenção à Medicina e à História Natural, especialmente aos peixes. Em 1728 seu compatriota Carlos Lineu chegou em Upsália, e uma amizade duradoura formou-se entre os dois. Em 1732 ambos deixaram Upsália, Artedi foi para a Inglaterra e Linnaeus para a Lapônia. Antes de partirem, fizeram um acordo: dariam reciprocamente um ao outro os manuscritos e livros pertencentes a eles caso um deles morresse.
Artedi afogou-se acidentalmente em Amsterdã onde estava comprometido a catalogar as coleções de Albertus Seba, um neerlandês rico que tinha criado o que talvez fosse o museu mais rico no tempo dele. Segundo o acordo, os manuscritos de Artedi foram para as mãos de Linnaeus, então a Biblioteca ictiólogica e a Filosofia ictiólogica dele, junto com a vida do autor, foram publicados em Leiden em 1738.